# Lorenzo Gargiulo
Lorenzo Gargiulo (Torre Annunziata, Itália, 12 de outubro de 1904 — Gaeta, Itália, 11 de maio de 1974) foi um prelado católico italiano e arcebispo emérito de Gaeta.

## Carreira
Nasceu em 12 de outubro de 1904 na comuna italiana de Torre Annunziata, filho de Rafaela Gargiulo e Orfeo Mazzell.
Lorenzo foi ordenado sacerdote da Diocese de Nola em 12 de março de 1927.
Em 4 de outubro de 1947, foi nomeado bispo coadjutor da Arquidiocese de Gaeta e bispo titular de Germa no Helesponto pelo Papa Pio XII.
Recebeu sua consagração episcopal em 23 de novembro de 1947 pelo arcebispo de Gaeta, Dionigio Casaroli.
Em 24 de fevereiro de 1966, após quase vinte anos na atividade de coadjutor, sucedeu Dionigio Casaroli que faleceu na função.

### Declínio da saúde, morte e sepultamento
Em 26 de janeiro de 1973, Papa Paulo VI aceitou sua renúncia devido ao agravamento das condições de saúde. Ele continuou a auxiliar a diocese como administrador apostólico até a chegada de seu sucessor, Luigi Maria Carli, que ocorreu em 7 de abril.
Em 11 de maio de 1974, Lorenzo Gargiulo morreu aos 69 anos.
Seu corpo foi levado à Paróquia de São Paulo Apóstolo, em Gaeta - cuja ereção e construção eram fortemente desejadas por ele - onde permaneceu exposto até 13 de maio, quando foi transportado para a Catedral para o funeral solene.
Ele foi então transferido para o cemitério municipal de Torre Annunziata, no túmulo da família.

Por ocasião dos dez anos da morte, em 19 de maio de 1984, seus restos mortais retornaram a Gaeta e foram enterrados na igreja. 